# Nash Bridges
Nash Bridges är en amerikansk TV-serie från 1996-2001. Den handlar om San Francisco-polisen Nash Bridges, spelad av Don Johnson.

## Rollista (i urval)
| Don Johnson          | – Nash Bridges                                |
| Cheech Marin         | – Joe Dominguez                               |
| James Gammon         | – Nick Bridges                                |
| Jodi Lyn O'Keefe     | – Cassidy Bridges                             |
| Jeff Perry           | – Harvey Leek                                 |
| Jaime P. Gomez       | – Evan Cortez (säsong 1-5)                    |
| Annette O'Toole      | – Lisa Bridges (säsong 1-2, gäst i säsong 3   |
| Serena Scott Thomas  | – Kelly Bridges (säsong 1-2), gäst i säsong 3 |
| Cary-Hiroyuki Tagawa | – A.J. Shinamura                              |
| Mary Mara            | – Bryn Carson (säsong 1-3)                    |
| Kelly Hu             | – Michelle Chan (säsong 3-4)                  |
| Yasmine Bleeth       | – Caitlin Cross (säsong 4-5)                  |
| Wendy Moniz          | – Rachel McCabe (säsong 6)                    |
| Cress Williams       | – Andrew Babcock (säsong 6)                   |